# Comuna Martna
Martna este o comună (vald) din Comitatul Lääne, Estonia.
Comuna cuprinde 33 de sate.

Reședința comunei este satul Martna.

## Localități componente

### Sate
- Allikotsa
- Ehmja
- Enivere
- Jõesse
- Kaare
- Kaasiku
- Kabeli
- Kasari
- Keravere
- Keskküla
- Keskvere
- Kesu
- Kirna
- Kokre
- Kurevere
- Laiküla
- Liivaküla
- Martna
- Männiku
- Niinja
- Nõmme
- Ohtla
- Oonga
- Putkaste
- Rannajõe
- Rõude
- Soo-otsa